# Флеш-інтерв'ю
Флешінтерв'ю — (англ. flash — спалах) — жанровий різновид інтерв'ю, міні-інтерв'ю, стисла енергійна розмова з джерелом інформації, переважно з місця події. Здебільшого цей різновид застосовують у спортивній журналістиці.

## Етимологія
Флеш — коротке попереднє повідомлення в ефірній журналістиці, що надійшло до редакції перед випуском новин.

## Особливості
Співрозмовникові журналіст задає одне-два запитання, які іноді навіть не озвучуються; у кадрі подають лише відповідь.
Найчастіше флеш-інтерв'ю беруть у тренерів/спортсменів після змагань/матчів та запитують про змагання, які пройшли, а також про перспективи на майбутні ігри. Флеш-інтерв'ю триває не більше 90 секунд у спеціально відведеній частині стадіону. Найчастіше — на фоні рекламних банерів з логотипами спонсорів трансляції.